# Eiji Kawashima
Eiji Kawashima (Yono, Saitama, 20. ožujka 1983.) japanski je nogometaš koji igra na poziciji vratara. Trenutčno igra za japanski klub Júbilo Iwata.

## Vanjske poveznice
- National Football Teams